# 경상북도축구협회
경상북도축구협회(Gyeongbuk Football Association)는 경상북도에 위치한, 대한축구협회 산하의 축구 협회이다.
축구계의 미래인 유소년 축구 발전과 축구 경기 외의 축구에서의 배려와 존중 및 축구 인프라 발전을 목표로 한다.

## 같이 보기
- 대한축구협회
- 경상북도체육회